# Вотто, Антонино
Антони́но Во́тто (итал. Antonino Votto, 30 октября 1896, Пьяченца, Эмилия-Романья — 9 сентября 1985, Милан) — итальянский оперный дирижёр. Дирижировал хором и оркестром Ла Скала на многих студийных записях Марии Каллас в студии EMI в 1950-е годы и оставил обширную дискографию.

## Биография
Вотто дебютировал за дирижёрским пультом в 1923 году в тетре Ла Скала (Ла Скала, «Манон Леско»). Был ассистентом Артуро Тосканини. Постоянно работал в Ла Скала с 1948 года. Выступал на фестивале «Арена ди Верона», на Эдинбургском фестивале (1957).
Вотто был успешным дирижёром, но музыковеды порой критикуют его записи за недостаточную эмоциональность. Некоторые полагают, что подобная сухость исполнения — особенность студийных записей, так как записи живых выступлений Марии Каллас под его управлением, в том числе опер Винченцо Беллини «Норма» (декабрь 1955, Ла Скала) и «Сомнамбула» (1957, Кёльн) считаются выдающимися, как и записи опер «Джоконда» Понкьелли и «Бал-маскарад» Верди. 
Учеником Вотто является Риккардо Мути — знаменитый дирижёр, многолетний главный дирижёр Ла Скала.

## Избранная дискография
- Ponchielli: La Gioconda (Callas, Barbieri, Amadini, Poggi, Silveri, Neri; 1952) Cetra
- Puccini: La bohème (Callas, Moffo, di Stefano, Panerai, Zaccaria; 1956) EMI
- Verdi: Un ballo in maschera (Callas, Ratti, Barbieri, di Stefano, Gobbi; 1956) EMI
- Bellini: La sonnambula (Callas, Ratti, Monti, Zaccaria; 1957) EMI
- Ponchielli: La Gioconda (Callas, Cossotto, Companeez, Ferraro, Cappuccilli, Vinco; 1959) EMI
- Puccini: La bohème (Scotto, Poggi, Gobbi, Modesti; 1961) Deutsche Grammophon
- Verdi: La traviata (Scotto, G.Raimondi, Bastianini; 1962) Deutsche Grammophon